# Tutak
Tutak (kurdisch Dûtax oder historisch Enteb, armenisch Դութախ Duthakh) ist eine Kreisstadt und ein Landkreis in der Türkei.

## Geografie
Stadt und Kreis gehören zur anatolischen Provinz Ağrı. Der Landkreis Tutak liegt im Westen der Provinz und grenzt an die Provinzen Muş und Erzurum. Die Stadt Tutak liegt an der Eisenbahnstrecke von Ağrı nach Van, am Fluss Murat. Die Kreisstadt beherbergt 24,4 Prozent der Landkreisbevölkerung.
Der Landkreis ist bevölkerungsmäßig der drittkleinste der Provinz. Den Großteil des Landkreises bildet die Tutakebene, die von mehreren hohen Bergen umgeben ist; im Norden der Çakmak Dağ (2400 m) und Kılıç Dağ (2546 m), im Süden der Gel Dağ (2200 m) und im Osten der Aladağ. Das Klima ist kontinental mit langen harten Wintern und heißen trockenen Sommern. Die Vegetation besteht meist aus Steppenpflanzen; Wälder gibt es nicht nur einzelne Haine an den Flüssen.
Administrativ gliedert sich der Landkreis neben der Kreisstadt noch in 80 Dörfer (Köy) mit einer Durchschnittsbevölkerung von 273 Einwohnern. Drei von ihnen haben mehr als 1000 Einwohner: Oğlaksuyu (1170), Aşağıköşkköy (1158) und Dorukdibi (1097 Einw.). Weitere 30 Köy haben ebenfalls mehr Einwohner als der Durchschnitt (273). Mit 20,6 Einw. je km² hat der Kreis Tutak die zweitniedrigste Bevölkerungsdichte der Provinz.

## Politik
Bei den Kommunalwahlen 2014 wurde Fırat Öztürk zum Co-Bürgermeister gewählt. Am 12. Januar 2017 wurde er abgesetzt und durch den von der Regierung in Ankara bestimmten Zwangsverwalter Erkan İsa Erat eingesetzt.
Am 23. Januar wurde Öztürk festgenommen und am 29. Januar 2017 inhaftiert.

Bei den Kommunalwahlen am 31. März 2019 gewann mit 19,24 Prozent der Kandidat der BBP, Bülent Duru, knapp vor dem Kandidaten der AKP (Yavuz Özcan).